# Niebieski numer
Niebieski numer czy numer amerykański to potoczna nazwa nr 7 miesięcznika Literatura na Świecie z roku 1986, którego publikacja wywarła znaczny wpływ na kształt twórczości i rozwój młodego pokolenia polskich poetów, takich jak Marcin Świetlicki czy Darek Foks. Publikacja ta osiągnęła niemal natychmiast status „kanonicznej” dla polskich literatów. Literatura na Świecie to miesięcznik objęty mecenatem Ministerstwa Kultury i Dziedzictwa Narodowego, wydawany przez Instytut Książki (od 2010, przedtem wydawcą była Biblioteka Narodowa). Pismo specjalizuje się w publikowaniu przekładów twórców literatury obcej:  prozy, poezji, dramatu, eseistyki. Poszczególne numery LnŚ są profilowane, tj. zawierają teksty związane z jednym tematem. 
Nr 7/86 LnŚ został zredagowany przez Piotra Sommera, poetę i tłumacza oraz obecnego redaktora naczelnego tego miesięcznika. Poświęcony został w całości twórcom tzw. nowojorskiej szkoły w poezji. Jej twórcami byli m.in. Frank O’Hara, John Ashbery, James Schuyler i Kenneth Koch, a swoje początki miała w latach 50. XX wieku. Aczkolwiek w momencie publikacji nr 7 LnŚ, działalność „nowojorczyków” była znana i ceniona na całym świecie od kilku dekad oraz silnie oddziaływała na kolejne pokolenia twórców, to w Polsce, ze względu na jej sytuację geopolityczną, była niemal w ogóle nieobecna.
W roku 1986, tacy czołowi poeci szkoły, jak O’Hara (który zmarł w 1966) czy Ashbery,  byli już światowymi sławami, a ten ostatni był nazywany „gigantem poezji amerykańskiej”. Jednak, poza wcześniejszymi jednostkowymi przekładami Bohdana Zadury z O’Hary i Ashbery'ego, poeci szkoły nowojorskiej nie byli w Polsce publikowani ani w ogóle przekładani na j. polski. Niebieski numer był zatem pierwszą poważną prezentacją twórczości nowojorczyków na gruncie polskim. Zespół polskich tłumaczy i literaturoznawców, pod przewodnictwem P. Sommera, kontynuował przedstawianie Polakom twórczości nowojorczyków w kolejnych latach. 
Numer 7/1986 Literatury na Świecie, tzw. niebieski numer, składał się z dwóch części: 
- I, w której obszernie zaprezentowano twórczość Franka O’Hary w tłum. P. Sommera oraz szkice krytyczne o niej, autorstwa Marjorie Perloff (autorki monografii twórczości poety), Johna Ashbery'ego, Kennetha Kocha i Billa Berksona. Znalazły się tam także wspomnienia przyjaciół O’Hary o nim (Larry’ego Riversa, Aleksa Katza i Mortona Feldmana) oraz wywiad z O’Harą, przeprowadzony przez Edwarda Lucie-Smitha.
- II, w której zawarto głównie szeroki wybór poezji Johna Ashbery'ego oraz trzy szkice krytyczne o jego twórczości, autorstwa Leslie Wolf i Davida Shapiro.

Pomiędzy obiema częściami numeru zaprezentowano reprodukcje obrazów Willema de Kooniga, Fairfielda Portera i Larry’ego Riversa, artystów tzw. szkoły nowojorskiej w malarstwie, pochodzących z kręgu ekspresjonizmu abstrakcyjnego, zaprzyjaźnionych i zbliżonych w swoich artystycznych ideach do szkoły nowojorskiej w poezji.
Nazwa numeru pochodzi od niebieskiego koloru jego okładki, na której znalazł się także bilet do nowojorskiego Muzeum Sztuki Współczesnej (MoMA).